# Samoczynne częstotliwościowe odciążenie
Samoczynne częstotliwościowe odciążenie (SCO) – samoczynne wyłączanie odbiorów przyłączonych do stacji przy nadmiernym zmniejszeniu częstotliwości systemu elektroenergetycznego.